# Centrul de patinaj Adler Arena
Centrul de patinaj Adler Arena (în rusă Адлер-Арена) este un patinoar aflat în Adler, sectorul sudic al orașului rus Soci. Principalul motiv pentru care a fost construit a fost găzduirea probelor de patinaj viteză la Jocurile Olimpice de iarnă din 2014.

## Caracteristici
Adler Arena este situată în centrul Parcului Olimpic și are forma ovală. Dispune de două piste de competiție și una de antrenament. Arena a fost proiectată pentru a simboliza imaginea unui aisberg, cu pereți unghiulari și triunghiulari colorați și cu ferestre de sticlă ce creează o fațadă de cristal. Zidurile au fost făcute cât mai transparent posibil, permițând spectatorilor să admire vederile pitorești din jurul lor. După Jocurile Olimpice, Adler Arena va fi transformată într-un pavilion expozițional. Înaintea Jocurilor Olimpice, Adler Arena a găzduit în 2012 și 2013 Campionatele Mondiale de patinaj viteză pe distanță unică.

## Recordurile locației
| Distanță       | Patinator                                              | Timp     | Dată                 | Competiție                                              |
| -------------- | ------------------------------------------------------ | -------- | -------------------- | ------------------------------------------------------- |
| 500 m          | Jan Smeekens                                           | 34.80    | 24 martie 2013       | Campionatul mondial de patinaj viteză pe distanță unică |
| 1000 m         | Denis Kuzin                                            | 1:09.14  | 22 martie 2013       | Campionatul mondial de patinaj viteză pe distanță unică |
| 1500 m         | Denis Yuskov                                           | 1:45.85  | 26 decembrie 2013    | Campionatul rus de distanță unică                       |
| 3000 m         | Ivan Skobrev                                           | 3:43.49  | 3 februarie 2014     | Competiție test                                         |
| 5000 m         | Sven Kramer                                            | 6:14.41  | 22 martie 2013       | Campionatul mondial de patinaj viteză pe distanță unică |
| 10000 m        | Jorrit Bergsma                                         | 12:57.69 | 23 martie 2013       | Campionatul mondial de patinaj viteză pe distanță unică |
| Pursuit echipe | Țările de Jos Jan Blokhuijsen Sven Kramer Koen Verweij | 3:42.03  | 24 martie 2013       | Campionatul mondial de patinaj viteză pe distanță unică |
| Combinație     | Patinator                                              | Puncte   | Dată                 | Meci                                                    |
| 2 x 500 m      | Mo Tae-bum                                             | 69.760   | 24 martie 2013       | Campionatul mondial de patinaj viteză pe distanță unică |
| Sprint         | Dmitry Lobkov                                          | 143.840  | 28–29 decembrie 2012 | Campionatul național                                    |
| Big            | Ivan Skobrev                                           | 152.747  | 26–27 decembrie 2012 | Campionatul național                                    |

| Distanță       | Patinator                                                 | Timp    | Dată                 | Competiție                                              |
| -------------- | --------------------------------------------------------- | ------- | -------------------- | ------------------------------------------------------- |
| 500 m          | Lee Sang-hwa                                              | 37.65   | 24 martie 2013       | Campionatul mondial de patinaj viteză pe distanță unică |
| 1000 m         | Olga Fatkulina                                            | 1:15.44 | 22 martie 2013       | Campionatul mondial de patinaj viteză pe distanță unică |
| 1500 m         | Ireen Wüst                                                | 1:55.38 | 22 martie 2013       | Campionatul mondial de patinaj viteză pe distanță unică |
| 3000 m         | Ireen Wüst                                                | 4:02.43 | 22 martie 2013       | Campionatul mondial de patinaj viteză pe distanță unică |
| 5000 m         | Martina Sáblíková                                         | 6:54.31 | 22 martie 2013       | Campionatul mondial de patinaj viteză pe distanță unică |
| Pursuit echipe | Țările de Jos Marrit Leenstra Diane Valkenburg Ireen Wüst | 3:00.02 | 24 martie 2013       | Campionatul mondial de patinaj viteză pe distanță unică |
| Combinație     | Patinator                                                 | Puncte  | Dată                 | Meci                                                    |
| 2 x 500 m      | Lee Sang-hwa                                              | 75.347  | 24 martie 2013       | Campionatul mondial de patinaj viteză pe distanță unică |
| Sprint         | Olga Fatkulina                                            | 155.255 | 28–29 decembrie 2012 | Campionatul național                                    |
| Small          | Yekaterina Shikhova                                       | 166.461 | 26–27 decembrie 2012 | Campionatul național                                    |